# میتجا بورکرت
میتجا بورکرت (به آلمانی: Mitja Borkert؛ زادهٔ ۱۷ مارس ۱۹۷۴) یک طراح خودرو و مهندس ارشد آلمانی است. او از سال ۲۰۱۶ به‌عنوان مدیر لامبورگینی سنترو استایل خدمت کرده‌است. او همچنین از سال ۱۹۹۹ تا ۲۰۱۶ در پورشه طراح بود.

## زندگی‌نامه
بورکرت در سال ۱۹۷۴ در آلمان شرقی آن زمان به دنیا آمد و پس از سقوط دیوار برلین، آغاز به تحصیل در بخش طراحی دانشگاه علوم کاربردی Pforzheim کرد و در رشته طراحی حمل‌ونقل فارغ‌التحصیل شد.

## حرفه

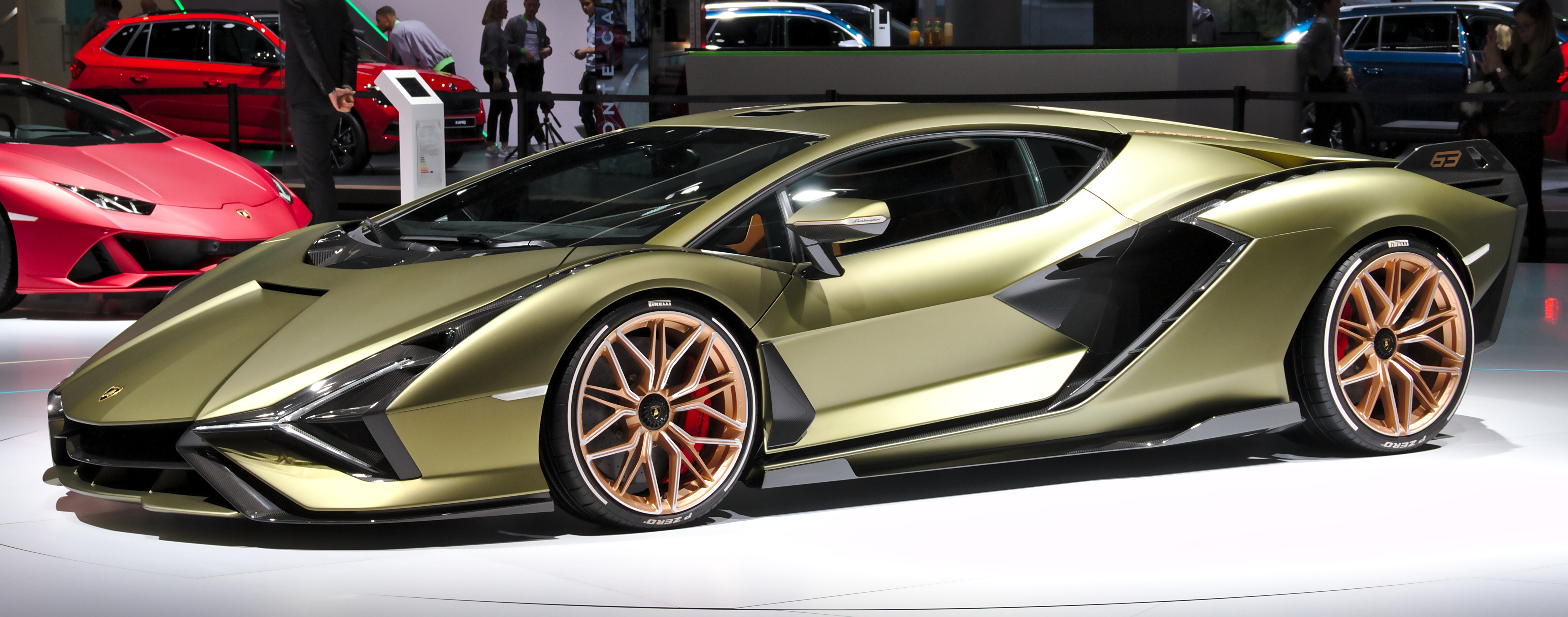
لامبورگینی سیان

در سال ۱۹۹۹، بورکرت توسط پورشه در مرکز سبک آن در وایساخ استخدام شد، جایی که او سمت‌های مختلفی را بر عهده داشت، که اصلی‌ترین آنها مدیر کل طراحی پیشرفته و در سال ۲۰۱۴ مدیر طراحی بیرونی بود. در اینجا او پانامرا اسپورت توریسمو و پورشه باکستر ۹۸۷ را طراحی کرد و در ساخت نسل دوم کاین، ماکان و تایکان همکاری کرد. پس از ۱۷ سال در پورشه، او در آوریل ۲۰۱۶ شرکت آلمانی را ترک کرد تا نقش مدیر مرکز استایل لامبورگینی را بر عهده بگیرد و جایگزین فیلیپو پرینی شود که به کارگردانی ایتال دیزاین نقل مکان کرد.
در لامبورگینی، بورکرت به ساخت اونتادور اس و برخی از نسخه‌های خاص هوراکان مانند پرفومانته می‌پردازد. او در سال ۲۰۱۷ با همکاری موسسه فناوری ماساچوست در بوستون، خودروی مفهومی ترزو میلنیو را طراحی کرد.